# Валуев, Пётр Петрович
Пётр Петрович Валуев (1786 — 26 августа (7 сентября) 1812, Бородино) — офицер-кавалергард, участник боевых действий в Молдавии и Отечественной войны 1812 года. Убит под Бородино.

## Биография
Происходил из дворян Орловской губернии. Сын Петра Степановича Валуева, дядя графа Петра Александровича Валуева. 16 августа 1797 года зачислен юнкером в коллегию иностранных дел.
В 1799 году назначен переводчиком.
В 1800 году переведён в Московский архив той же коллегии. В 1801 году произведён в коллежские асессоры, а в 1805 году — в надворные советники.

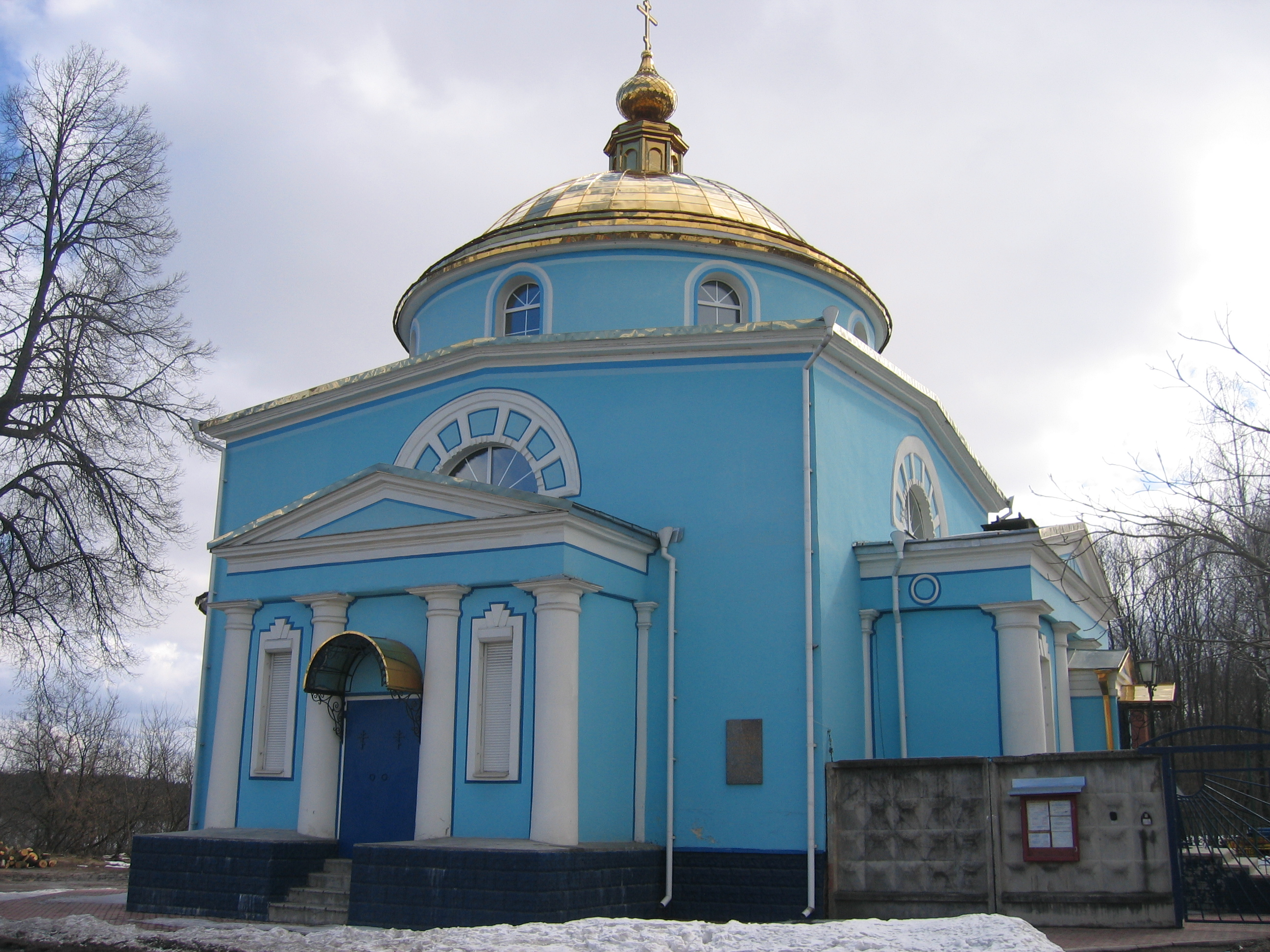
Церковь Всех Скорбящих Радость в Лосино-Петровском

Во время воодушевления, связанного с возобновлением европейских кампаний, 26 ноября 1806 года переведён в Санкт-Петербургский гренадерский полк прапорщиком, с назначением адъютантом к фельдмаршалу графу Каменскому. При отъезде последнего из армии Валуев сопровождал его, и с ним же граф послал донесение государю о своей болезни. Затем состоял адъютантом при графе Остермане-Толстом.
Переведён в Кавалергардский полк 9 апреля 1807 года. Участвовал в сражении под Прейсиш-Эйлау (26 и 27 января), где он был ранен пулей в голову. Состоя адъютантом при князе Горчакове, участвовал в сражениях под Гейльсбергом и под Фридландом. Во время продолжения дела 29 мая при Гейльсберге неоднократно был с приказаниями в местах, где проходили ожесточённые бои.
В 1810 году молодой Валуев состоял адъютантом при Ф. П. Уварове в молдавской армии, 26 августа участвовал в сражении при Батине.
Был убит  26 августа (7 сентября) под Бородином на батарее Раевского. В память о Петре Валуеве его мать Дарья Александровна в 1819—20 годах воздвигла в подмосковном имении Тимонино небольшую Скорбященскую церковь.

## Награды
- Орден Святого Владимира 4-й ст
- Pour le Mérite
- Золотое оружие «За храбрость»

## Источник текста
- Сборник биографии кавалергардов